# The Amazing Race
 Der er for få eller ingen kildehenvisninger i denne artikel, hvilket er et problem. Du kan hjælpe ved at angive troværdige kilder til de påstande, som fremføres i artiklen.

The Amazing Race er et reality show, hvor hold på to, som har et eksisterende forhold, løber om kap rundt i verden, imod de andre hold. Ved slutningen af hver del af kapløbet er et "Pit Stop", som deltagerene bestræber sig på at komme først hen til, da vinderen af hver del vinder en præmie. Samtidig prøver de at undgå at komme sidst, hvilket resulterer i en mulig eliminering eller stor ulempe i den næste del af kapløbet. Deltagerene rejser til og i adskillige lande ved hjælp af mange forskellige transportmidler. Ledetråde i hver del af kapløbet henviser deltagerne til deres næste destination eller giver instruktioner til en specifik opgave. Disse opgaver er relaterede til det land, eller dets kultur, de er i. Holdene er elimineret indtil kun tre hold er tilbage; da skal de tre hold løbe den sidste del af kapløbet, hvor det hold som først ankommer til målstregen får den store pris.
The Amazing Race har sendt i USA siden 2001, og er lavet af Elise Doganieri og Bertram van Munster. Serien har vundet tretten Primetime Emmy Awards. Phil Keoghan har været vært i samtlige sæsoner. Serien er senere sendt i mange andre lande, ud over USA.

## Kapløbet

### Hold
Normalt har hver sæson af The Amazing Race elleve hold, bestående af to personer. De to personer har et eksisterende forhold (såsom dating, gifte og skilte par; søskende; forælder og barn; venner; kollegaer). Forholdet mellem de to holdmedlemmer er udsat meget stress under kapløbet, og er også meget i fokus igennem serien. Stresset ved at løbe med partneren, mens man prøver at være foran de andre hold, udføre de forskellige opgaver og ikke få meget søvn resulterer i "killer fatigue", som fans af The Amazing Race kalder det. Hold der ikke er i stand til at håndterer dette stress bliver ofte elimineret på baggrund af dette.
Originalt skulle holdene have et forhold gennem mere end tre år, dog har der været undtagelser. Deltagere i The Amazing Race skal være at en specifik nationalitet og skal være en bestem alder for at deltage. Samtidig skal de have pas og andre papirer, der gør dem i stand til at rejse rundt i verden uden større problemer.
Holdformat har varieret. Normalt er der 11 hold, bestående af to. Fire sæsoner har haft 12 hold af to, i stedet for de normalle 11. Familieudgaven havde ti hold, bestående af fire personer, hvoraf nogle var børn.
Hvert hold har et lyd- og videohold med dem, på to personer. De er ansvarlige for at optage holdene, og skal altid være i stand til at rejse med holdmedlemmerne. Disse lyd- og videohold skifter hold hver del af kapløbet, for at undgå at holdmedlemmerne lærer dem at kende for godt.

### Penge
I starten af hver del af kapløbet, for hvert hold en mængde penge, sammen med deres første ledetråd. Disse penge skal dække alle udgifter på den del af kapløbet (mad, transport, forsyninger, osv.). Nogle opgaver tvinger hold til at bruge deres penge for at gennemføre opgaven. Holdene er givet et kreditkort som de køber flybilletter med (og i Familieudgaven, til at købe benzin). I de tidlige sæsoner af den amerikanske udgave af The Amazing Race, var det tilladt for holdene at bruge kreditkortet til at reservere flybilletter uden for lufthavnen, men dette er senere blevet forbudt.
Pengene, som holdene får, er givet i samme valuta som seriens nationalitet, uanset hvor de befinder sig. Den amerikanske udgave af kapløbet giver holdene amerikanske dollars. Enkelte undtagelser kan dog findes. Mængden af penge varierer i de forskellige dele af kapløbet, og har været fra intet til hundredvis af dollars. Holdene kan beholde penge de ikke har brugt til senere dele af kapløbet.
Hvis holdene har brugt alle deres penge, eller på anden måde mistet dem, må de prøve at få flere penge på en hvilken som helst måde, så længe de ikke overtræder de lokale love. Dette inkluderer at låne penge fra andre hold, tigge lokale for penge eller sælge personlige ejendele. Siden sæson syv har det ikke været tilladt for holdene at tigge for penge i amerikanske lufthavne. Hold må ikke bytte deres personlige ejendele for at betale for services.
Det er ukendt hvor meget og for hvad, men video- og lydholdet som akkompagnerer holdene, har en mængde penge (ca. $200), som kan bruges i ekstreme tilfælde.

### Rutemarkører
Rutemarkører er farvede flag, som markerer lokationerne som holdene skal hen til. De fleste rutemarkører er sat fast til bokse med ledetrådene, men kan markerer et sted hvor holdene skal udføre en opgave, eller  til at markere en rute.
I The Amazing Race 1 var rutemarkørerne gule og hvide, men siden The Amazing Race 2 har de været gule og røde.

### Ledetråde
Når holdene starter en del af kapløbet, ankommer til et rutemarkør eller udfører en specifik opgave, får de normalt en konvolut som indenholder deres næste ledetråd. Selve ledetråden er normalt printet på et vertikalt stykke papir, dog er der mere information inden i selve folderen, som ledetråden er i. Efter at holdene har fået en ledetråd, åbner de den og læser instruktionerne højt, og følger herefter disse instruktioner. Generelt skal holdene samle alle ledetråde ved hver del af kapløbet, for at kunne tjekke ind ved hvert Pit Stop, hvor de så overgiver de samlede ledetråde.
Ved rutemarkører er konvolutterne med ledetråde placeret i en stander. I tidlige sæsoner, var der en mængde ledetråde svarende til antallet af tilbageværende hold. Dette gav holdene mulighed for at vide hvilken placering de havde, og i nyere sæsoner er der derfor lagt ekstra konvolutter i standerne.
I nogle tilfælde har ledetråde været givet på andre måder. For eksempel har en ledetråd været printet i en lokalavis. En hyppig måde at give ledetråde på, i den amerikanske version af kapløbet, er på bunden af deres sponsors, Travelocity, maskot, Roaming Gnome.

## Besøgte lande
I langt de fleste sæsoner af The Amazing Race er kapløbet startet og endt i USA. Den eneste undtagelse er The Amazing Race 8, som kun foregik i Nordamerika.
The Amazing Race har besøgt 82 lande, fra og med sæson 25.